# Okan Koç
Okan Koç (* 22. Januar 1982 in Sakarya) ist ein türkischer Fußballnationalspieler.

## Karriere
Groß geworden ist er bei dem Verein Çanakkale Dardanelspor. 2002 wechselte er nach Gençlerbirliği Ankara. Dort galt er als einer der größten Talente im türkischen Fußball. 2003 erfolgte ein weiterer Wechsel zu Beşiktaş Istanbul, wo er nicht durch sein Können, sondern mehr durch sein ausgiebiges Nachtleben auffiel.
Er gilt als großer Techniker auf der rechten Außenbahn, ist jedoch nie glücklich geworden bei Beşiktaş Istanbul. Zwischenzeitlich wurde er zum MKE Ankaragücü und Konyaspor ausgeliehen. Er wechselte im Januar 2006 ablösefrei zu Galatasaray Istanbul, indem er seinen Vertrag aufgrund ausstehender Gehälter kündigte, was sich später als unwahr herausstellte. Der türkische Fußballverband erklärte den mit Galatasaray Istanbul geschlossenen Vertrag als nichtig, sodass er weiterhin Spieler des Traditionsklubs Beşiktaş Istanbul war. Daraufhin wurde er samt Ablöse an MKE Ankaragücü abgegeben.